# Protoptila orotina
Protoptila orotina är en nattsländeart som beskrevs av Oliver S. Flint Jr. 1974. Protoptila orotina ingår i släktet Protoptila och familjen stenhusnattsländor. Utöver nominatformen finns också underarten P. o. raposa.